# Bene Gesserit
La Hermandad Bene Gesserit, en el universo ficticio de la saga de Dune, es una organización ordenada a la usanza monástica occidental, una facción clave a nivel social, político y religioso. Es descrita como una orden femenina cuyos miembros siguen un condicionamiento físico y mental para obtener poderes y habilidades que pueden fácilmente parecer mágicos a los extraños. Debido a esto y a sus habilidades incomprensibles son llamadas a menudo brujas pero no hay que confundirlas con estas ya que sus poderes son meramente físicos y aumentados por alteración genética.
Sus orígenes se establecen en el final de la época llamada la Yihad Butleriana, al igual que sucede con la mayoría de facciones del Universo Dune. Formadas en la Escuela Madre de Wallach IX, en los dos últimos libros de la saga original se encuentran radicadas en un mundo oculto a los extraños conocido como Casa Capitular . Las Bene Gesserit son solamente leales a ellas mismas, no obstante, para alcanzar sus objetivos y evitar interferencias ajenas a menudo se enmascaran con la ilusión de lealtad hacia otros grupos o individuos. La orden Bene Gesserit está esparcida por todo el imperio. Profesionales expertas, espías o concubinas, cada asignación es una muestra de la versatilidad de la orden para acomodarse a su entorno y sacar provecho, especialmente para su programa de mejora genética humana.

## Historia

### Orígenes del nombre
El nombre Bene Gesserit debe haber sido adoptado de la frase legal en latín quamdiu se bene gesserit, que significa por todo el tiempo que se comporte bien.
Considerando ambos términos por separado, Bene es también una forma alternativa del hebreo B'nei (בני), significando gente de o hijos de, lo que es aplicable también en el caso de la Bene Tleilax. Y Gesserit es una forma del verbo latino gerere (tercera persona singular, tanto en el futuro perfecto activo indicativo o el perfecto activo subjuntivo), cuyos significados incluyen conducir, vestir, manejar, comportarse o simplemente hacer.
En la biografía de Brian Herbert sobre su padre, este especula que el nombre gesserit intenta sugerir al lector la palabra Jesuita, evocando tanto su elevado nivel intelectual como la fama de esta orden religiosa de obtener justificaciones para lo injustificable.

### Nacimiento de la Hermandad
Ambientadas diez mil años antes de los acontecimientos de Dune, en las dos primeras novelas de la trilogía Leyendas de Dune, Dune: La Yihad Butleriana y Dune: La cruzada de las máquinas, se revela que las Damas de Rossak son un grupo de mujeres que poseen poderes telequinéticos con los que pueden destruir a las Máquinas Pensantes. Como las bene gesserit mueren al desencadenar sus poderes telequinéticos, se sacrifican a sí mismas para destruir algunos de los Titanes y Neo-Cymeks durante la Yihad Butleriana. Por ello Ticia Cenva, líder de las bene gesserit, inicia una planificación de nacimientos con vistas a crear humanos más poderosas.
Posteriormente, en Dune: La batalla de Corrin, las Máquinas Pensantes desarrollan y despliegan un retrovirus ARN que ocasiona una plaga que amenaza con acabar con la humanidad. Las bene gesserit de Rossak desarrollan su programa genético para preservar líneas de sangre humanas de esta amenaza. La Dra. Raquella Berto-Anirul, nieta de Vorian Atreides e investigadora de la plaga, sobrevive a la misma debido a substancias que existen en el planeta Rossak. Paranoica y celosa, Ticia Cenva la envenena usando la Droga de Rossak. Raquella sobrevive al atentado, siendo la primera capaz de transformar internamente el veneno volviéndolo inocuo. Esta primera agonía produce un segundo efecto sobre Raquella, y es el desbloqueo de las Otras Memorias, convirtiéndose así en la primera Reverenda Madre. Poco después, Raquella descubre también la nueva habilidad para controlar a los demás mediante la Voz. Tras el suicidio de la líder de las bene gesserit, Raquella asume el poder sobre las bene gesserit de Rossak y sus programas genéticos y funda la escuela de pensamiento Bene Gesserit.

### Desarrollo de la Bene Gesserit
Hay que recordar que las Bene Gesserit surgieron de la necesidad de reemplazo de varios talentos que solamente las Máquinas Pensantes tenían. Tras la batalla de Corrin, surgieron magníficas escuelas de pensamiento, entre éstas se cuenta a los Mentat, el Gremio o Cofradía Espacial, los Espadachines de Ginaz, la escuela Bene Gesserit y la escuela de doctores Suk. 
Todas ellas tenían la premisa de desarrollar hasta el último extremo los talentos innatos humanos: unos en matemáticas puras y poderes extrasensoriales como la Cofradía y sus Navegantes capaces de ver el futuro; otros con sorprendentes mentes para la adquisición y manipulación de datos como los Mentat; otros con increíbles habilidades bélicas como los espadachines de Ginaz; también estaban los doctores Suk, condicionados hasta ser incapaces de vulnerar su propio Juramento Hipocrático y con grandes capacidades de diagnóstico; y por último, la Bene Gesserit, politólogas, estrategas e historiadoras, entre otras habilidades.
En los siglos que siguen a los eventos de la Yihad Butleriana, la Hermandad Bene Gesserit crece y se expande, estableciéndose como una escuela semi-mística que proporciona una alta educación y condicionamiento a mujeres, a servicio del Imperio como Decidoras de Verdad o concubinas. En realidad, son un poder en la sombra, controlando sutilmente el Imperio con vistas a ayudar en el proceso de maduración de la humanidad.
Aparte de sus habilidades superiores en combate, adquiridas mediante el condicionamiento físico y mental Prana-bindu, las Bene Gesserit poseen un preciso control fisiológico que les otorga la habilidad de manipular el proceso de concepción y la determinación del sexo del embrión concebido, el control sobre los procesos de envejecimiento e incluso la habilidad inmunológica de analizar y manipular mediante la química de sus cuerpos todo tipo de substancias que ingieran y neutralizarlas en caso de peligro. Su poder de La Voz les permite controlar a los demás mediante la modulación de sus tonos vocales. Las Hermanas que sobreviven a la Agonía alcanzan un mayor nivel de consciencia y habilidades a través de las Otras Memorias, y son denominadas a partir de entonces como Reverendas Madres.
La Bene Gesserit desarrolla un programa genético a gran escala con vistas a crear un super-ser, el Kwisatz Haderach, que pueda ayudarlas a manipular el imperio de un modo más efectivo. Para ello, llevan milenios enviando Hermanas a concebir con aquellos cuyos genes son considerados óptimos, siguiendo un esquema reproductivo preestablecido, manipulando de ese modo las líneas de sangre principales durante generaciones.

### Hacia el Kwisatz Haderach
En la primera novela de la trilogía Preludio a Dune, Dune: La Casa Atreides, las Bene Gesserit están a tres generaciones de alcanzar su gran grial: el nacimiento del Kwisatz Haderach, el varón Bene Gesserit que llegará donde ellas no llegan, el que debe ser capaz de ver en las memorias genéticas de padre y madre. Este ser, de acuerdo a su plan, será el equivalente masculino de una Reverenda Madre. Podrá manipular su interior, su química interna y sus órganos como una Reverenda Madre. No obstante, su característica más atractiva será su presciencia, su capacidad de ver el futuro. Las Bene Gesserit esperan poder controlar a este hombre, y usar su visión presciente para tomar las riendas del destino humano y controlar finalmente a la humanidad y manipular los eventos a su medida.
Anirul, la futura esposa del Emperador Paddishah Shaddam IV, finalmente es revelada como la Madre Kwisatz, una Bene Gesserit muy especial dedicada solamente a llevar el conteo de las generaciones necesarias para producir al Kwisatz Haderach y sus pormenores. La Reverenda Madre Gaius Helen Mohiam es enviada a concebir una hija del Barón Vladimir Harkonnen. Tras un primer intento fallido, la Reverenda Madre Mohiam da a luz a Jessica.
Destinada a ser la abuela del Kwisatz Haderach, Jessica deberá concebir una hija con el heredero de la Casa Atreides, Leto Atreides. Esta hija a su vez concebirá con el heredero de la casa Harkonnen al Kwisatz Haderach.
En Dune: La Casa Harkonnen Jessica es enviada como presente al Duque Leto. Pero este se mantiene fiel a su concubina y madre de su primer hijo Víctor. La muerte del niño en un atentado preparado por su propia concubina, y el consiguiente suicidio de ésta sumen al Duque en una depresión de la que es rescatado por Jessica. Convertida en la concubina del Duque, a Jessica le es ordenado concebir una hija. Pero el dolor del Duque y el amor de Jessica hacia él le llevan a desobedecer a la Hermandad, y concibe un varón.
En la conclusión de la trilogía, Jessica mantiene en secreto el sexo de su futuro hijo, y es llamada por Anirul, la Madre Kwisatz y esposa del emperador, a Kaitain donde nace Paul. Anirul muere a manos del Mentat Piter de Vries, mientras impide que el niño Paul Atreides sea raptado por los Harkonnen. Esto se convierte en un misterio para la Bene Gesserit, quienes tienen a Paul como un fallo en su esquema de creación del Kwisatz Haderach. No pueden entender por qué la Madre Kwisatz llegó a tomar esta decisión, aunque el libro explica que la especial sensibilidad de Anirul al esquema genético desde sus Otras Memorias la habían avisado de la posibilidad de que el Kwisatz Haderach pudiera nacer una generación antes.

### Éxito y fracaso del proyecto Kwisatz
Debido al enamoramiento y desobediencia de Jessica Atreides, ésta da a luz a un niño en lugar de la niña ordenada por las Bene Gesserit, quienes esperaban casar a esta niña con el heredero de la Casa Harkonnen, y sellar el rencor entre las dos Casas desde la antigua Batalla de Corrin. El niño que naciera de esta buscada unión tomaría el trono imperial por la fuerza usando las fuerzas religiosas plantadas por la Misionaria Protectiva, ingenieras religiosas Bene Gesserit encargadas de plantar supersticiones y de difundir religiones para su conveniencia en mundos primitivos. En un imperio feudal tales mundos son la mayoría y por lo tanto el Kwisatz Haderach Bene Gesserit sería una figura tanto política como religiosa en pleno, y haría la voluntad de sus hermanas.
En la primera novela de la saga original, Dune, un adolescente Paul Atreides aterriza en Arrakis, un primitivo planeta crucial en la economía del imperio por ser la única fuente conocida de la especia melange. La Bene Gesserit, expectante hacia lo que pueda ser este error de su programa genético, vigila, pero no pueden evitar la traición del emperador y el Barón Harkonnen. Paul desaparece en el desierto, pero las manipulaciones de la Missionaria Protectiva y sus propias cualidades le conducen a intentar alcanzar el liderato religioso y político entre los fremen. Para ello, se somete a la Agonía de la especia y la supera, convirtiéndose en el Kwisatz Haderach, pero no al servicio de la Hermandad. Paul derrota al emperador y asciende al poder, iniciándose una guerra santa que se expande por el imperio cimentando su poder.
En El Mesías de Dune la Cofradía Espacial, los Tleilaxu y la Bene Gesserit conspiran para intentar recobrar el control sobre el imperio y retomar la línea sanguínea Kwisatz. Sus conjuras llevan a la muerte a Chani, concubina y amada de Paul, y a este a la ceguera tras un atentado. La marcha de Paul al desierto siguiendo la antigua tradición fremen hace que la princesa Irulan, consorte de Paul, hija de Anirul e infiltrada Bene Gesserit en la estructura imperial traicione a la Hermandad y se convierta en una adepta de la familia Atreides, protegiendo a Leto II y Ghanima, hijos de Paul y Chani.
A lo largo de Hijos de Dune, la Bene Gesserit intenta recobrar la línea de sangre Atreides concertando el matrimonio de Ghanima con Farad'n Corrino, heredero de la antigua Casa Imperial. Pero el joven Leto II se atreve a llevar a cabo lo que su padre se negó a hacer, seguir la Senda de Oro y asumir el papel divino que le permita conducir a la humanidad a su maduración, convirtiéndose en el Dios Emperador y ejerciendo un poder aún más absoluto que su padre.

### La Paz de Leto
Al comenzar Dios Emperador de Dune, la cuarta novela de la saga original, la Bene Gesserit pasa por malos momentos. Tras tres mil quinientos años de mandato del Dios Emperador, los gusanos de Arrakis han desaparecido debido a la transformación ecológica de Arrakis, la melange escasea y Leto II mantiene un control férreo en las asignaciones anuales de especia. Las Habladoras Pez del emperador aplastan cualquier revuelta y ayudan a mantener un imperio en paz forzosa, sin conflictos. Las costumbres sociales se han uniformizado, siguiendo el modelo fremen, y la construcción religiosa en torno al Dios Emperador provoca la envidia de la Missionaria Protectiva de la Bene Gesserit, cuyo objetivo primario sin embargo es recuperar el control absoluto de su programa genético. Pero la presciencia de Leto II es poderosa, y la Bene Gesserit sobrevive plegada a sus órdenes y deseos, siempre investigando sobre él y sus designios. "Haznos saber si nuestra acción constituye una amenaza para que desistamos de ella" y también: "Muéstranos tu gran designio para que en él colaboremos" son las invocaciones con que se dirigen al Dios Emperador.

### El retorno de las herejes
El plan de Leto II se cumple tras su muerte: la humanidad comprimida por su reinado de paz forzosa estalla en el caos, llegan tiempos de hambruna que empujan a la humanidad a buscar nuevas fronteras en una diáspora que dio en llamarse la Dispersión. Y en la siguiente novela de la saga, Herejes de Dune, vuelven los descendientes de los dispersos. Alma Mavis Taraza, Madre Superiora de la Bene Gesserit, planea crear una nueva religión alrededor de Sheanna, una huérfana fremen con la innata habilidad de comunicarse con los gusanos de arena de Arrakis, descendientes del Dios Emperador y portantes cada uno de una perla de su consciencia. Al mismo tiempo aparecen las Honoradas Matres, una organización femenina extremadamente fuerte y violenta, que huyendo de un Enemigo desconocido intentan crear una base sólida a partir de los restos del antiguo Imperio del Millón de Mundos con que reconquistar posteriormente su perdido imperio en La Dispersión. La Reverenda Madre Darwi Odrade es enviada a Arrakis a proteger a la pequeña Sheanna, y allí descubre el motivo por el que el Dios Emperador permitió sobrevivir a la Bene Gesserit durante su reinado: su presciencia había visto los problemas escondidos tras la Dispersión y las instaba a unirse a él en su Senda de Oro. En su primer contacto con las Honoradas Matres en Gammu, el Bashar Miles Teg hace un despliegue de nuevas habilidades, puede ver las No naves invisibles a los prescientes, y posee una velocidad que escapa a la vista. El terror provocado en su fuga de Gammu provoca en las Matres una respuesta instintiva y furiosa: la total aniquilación de Arrakis y de los gusanos de arena.

### Hacia una nueva Hermandad
Con los gusanos de arena desaparecidos, el temor que el oráculo de Leto II se impusiera a la humanidad desaparece de la Bene Gesserit. En Casa Capitular Dune, muerta Taraza en Arrakis, la nueva Madre Superiora Darwi Odrade y sus consejeras mantienen el plan de desencadenar una Jihad religiosa para unir a la humanidad contra el peligro que distinguen en el desconocido Enemigo de las Honoradas Matres. Estas han aniquilado a la Bene Tleilax, y persiguen a las Bene Gesserit con el fin de arrebatarles sus conocimientos y habilidades. 
Gracias al conocimiento adquirido a través de la capturada Honorada Matre Murbella sobre los orígenes de las Honoradas Matres, Odrade perfila un plan que conduzca a la supervivencia de la Hermandad. Con la ayuda de un ghola de Duncan Idaho, un renacido ghola de Miles Teg con sus nuevas habilidades y una Murbella reconvertida en Reverenda Madre, organizan un ataque-finta en Gammu que les conduce a una negociación en la base principal de las Honoradas Matres en Conexión. Durante la negociación, el verdadero ataque de las tropas Bene Gesserit derrota al grueso de las fuerzas de las Honoradas Matres. Logno, asistente de la Gran Honorada Matre, aprovecha la confusión para eliminarla y asumir el poder. En la derrota, Murbella cumple su parte del plan desafiando a la nueva Gran Honorada Matre Logno y matándola, asumiendo así el liderato de las Honoradas Matres. Pero también fallece Odrade, a manos de una guardiana Honorada Matre, y Murbella se ve obligada a llevar a cabo el plan de Odrade hasta el final: la reconversión de las Honoradas Matres en Bene Gesserit bajo el doble cargo de Madre Superiora Bene Gesserit y Gran Honorada Matre.
En la continuación de la saga original por Brian Herbert y Kevin J. Anderson, Cazadores de Dune, Murbella lucha para mantener unidas las facciones opuestas de su Nueva Hermandad, y adopta un nuevo título, Madre Comandante. Una facción de la Bene Gesserit desea unirse con las Honoradas Matres para luchar contra el Enemigo desconocido que se acerca, mientras otra facción considera fundamentalmente erróneo unirse a las Matres, a quienes consideran sus enemigas. Sheena lidera unos 150 disidentes a escapar de la Casa Capitular a bordo de una no nave que será llamada más tarde Ithaca.
Entre las Honoradas Matres surgen también facciones contrarias a reconocer a Murbella como su líder. El mayor de estos grupos rebeldes es liderado por la Matre Superior Hellica en el sistema Tleilax. Entre las Honoradas Matres de la Casa Capitular, algunas coinciden con la visión de Murbella, mientras otras se resisten a ser asimiladas. Tras un cruento enfrentamiento entre acólitas en el patio de la escuela, con varios muertos como resultado, Murbella impone un estricto código de vestuario forzando a todo el mundo a vestir un simple traje negro.
Mientras reúne armamento para la batalla que se aproxima contra el Enemigo desconocido, Murbella forma una fuerza de élite para aplastar a las rebeldes Honoradas matres en los planetas que siguen rechazando reconocer su liderato. Esas Walkirias son entrenadas en los combinados talentos de batalla de las Bene Gesserit, las Honoradas Matres e incluso Maestros Espadachines de Ginaz. Murbella y sus tropas consiguen finalmente derrotar a Hellica en Tleilax, consiguiendo que muchos disidentes se unan finalmente a su causa.

## Estrategias y objetivos de la Bene Gesserit

### Evitar el poder
A pesar de sus sorprendentes capacidades y habilidades, la Bene Gesserit ha optado siempre por utilizar métodos indirectos para alcanzar sus objetivos, en lugar de ejercer el poder abiertamente. Han observado el principio taoísta de que "todo lo que sube debe bajar", y en lugar de tomar el control directo de la raza humana, manipulan el orden social y político con sutileza, usando a menudo estratagemas extraordinariamente a largo plazo, que abarcan generaciones. Evitan la apariencia de riqueza o poder o, lo que revelaría el alcance de sus competencias, a fin de evitar que se las considere abiertamente responsables de la subida y la caída de imperios y gobiernos. En una conversación entre Darwi Odrade y el Maestro Tleilaxu Waff, ésta dice:

-¡Están sujetando las riendas con sus manos desnudas! - dijo ella-. A medida que el poder aumenta, su control de él debe aumentar también. ¡Todo se despedazará por su propio impulso!".

### Programa genético
Los orígenes del programa genético de la Bene Gesserit se revelan en la trilogía de protosecuelas Leyendas de Dune, de Brian Herbert y Kevin J. Anderson. Las Hechiceras de Rossak habían iniciado el mantenimiento de registros detallados de cría alrededor de 400 B.G., tratando de mejorar la potencia y la prevalencia de sus poderes telequinéticos. En 108 BG, Ticia Cenva dirige a las Hechiceras en la recogida de muestras genéticas de diversas líneas de sangre, debido al peligro de un catastrófico retrovirus genéticamente modificado y desencadenado por las Máquinas Pensantes. Las Hechiceras más tarde se convierten en la Bene Gesserit (ver Orígenes), y este proceso marcó el inicio de la ampliación del ámbito del programa genético de la Hermandad en la consecución de un objetivo concreto: el Kwisatz Haderach.
Fruto de los tabús tecnológicos generados por la Yihad Butleriana, los nacimientos planificados por el programa genético han de ser naturales. Por ello, las Bene Gesserit utilizan todos sus recursos para conseguir las concepciones que necesitan, y sus habilidades de manipulación de sus procesos fisiológicos para condicionar el sexo del embrión. En la trilogía Preludio a Dune, se explica la figura de la Madre Kwisatz, título honorífico que identifica a la Reverenda Madre cuyas Otras Memorias le permitan encargarse de controlar el esquema genético que conduzca al Kwisatz Haderach. 
Cuando Jessica Atreides concibe un varón en lugar de la hembra requerida por la Bene Gesserit, el programa genético se tambalea. Paul Atreides resulta ser el Kwisatz Haderach, nacido una generación antes de tiempo, y fuera del control de la Bene Gesserit. Paul se convierte en la figura mesiánica esperada por la Bene Gesserit, y éstas, pese a todas los esfuerzos dedicados a recuperarlo en los tres primeros libros de la saga original, pierden el control sobre su programa genético.
En Dios Emperador de Dune, Leto II ha tomado el programa genético de las Bene Gesserit, modificándolo según su propósito: una mejora general de las capacidades Prana-bindu, y la consecución de una nueva idea, un humano invisible a los poderes prescientes, de manera que sus acciones no puedan ser previstas por el oráculo. Esta figura toma cuerpo en Siona Atreides, y en un curioso paralelismo, Siona conduce a la desaparición del Dios Emperador, atentando contra su vida.
Tras la desaparición del Dios Emperador la Bene Gesserit recupera el control de su programa genético, e incorpora los genes invisibles de Siona a su stock genético, de manera que ningún oráculo presciente pueda percibirlas. Pero el temor a desencadenar un nuevo Kwisatz Haderach sobre el universo las lleva a tomar el objetivo general de mejorar la raza humana y reforzar o fijar características deseables, siempre controlando la emergencia de los "salvajes" genes Atreides. Aun así, la Reverenda Madre Darwi Odrade muestra una especial sensibilidad presciente enfocada en los peligros que acechan a la Hermandad, y su padre biológico, el Bashar Miles Teg, acaba desarrollando unas habilidades sobrehumanas que en cierto momento hace temer a la Bene Gesserit la aparición de un nuevo Kwisatz Haderach.

### Missionaria Protectiva
El conocimiento de la historia que les proporcionan las Otras Memorias incluye todos los movimientos religiosos conocidos. Aunque son esencialmente ateas, el poder de la religión como influencia social no se les escapa, y se revisten de una apariencia religiosa. La Missionaria Protectiva es una rama de las Bene Gesserit encargada de la ingeniería religiosa: la creación de herramientas de control social mediante la manipulación de los impulsos religiosos, tarea que realizan inculcando ciertas creencias básicas en lo más profundo de una sociedad.
La Panoplia Propheticus es el conjunto de supersticiones infecciosas usadas por la Bene Gesserit para explotar las regiones primitivas. Estas creencias, basadas en un misticismo de tipo monoteísta, pueden dejarse reposar en una cultura durante milenios, para luego ser activadas cuando sean requeridas.
Debido a leyendas sembradas por la Missionaria Protectiva en Arrakis, las Reverendas Madres fueron capaces de infiltrarse en la cerrada sociedad Fremen, preparando inconscientemente el camino a la creación de la figura mesiánica de Paul Muad'Dib. El trabajo de la Missionaria Protectiva en todo el Imperio para la llegada al poder de su Kwisatz Haderach fue aprovechado por este para establecer su Imperio, y llevado más allá de sus más altas expectativas por Leto II, el Dios Emperador.
Más tarde, el proyecto de la Missionaria Protectiva consiste en unir al antiguo imperio alrededor de la figura de Sheena, con objeto de poder enfrentarse a los peligros que advierten en la Dispersión.

## Condicionamiento y poderes de la Bene Gesserit
La Bene Gesserit inicia el condicionamiento de sus acólitas cuando son muy jóvenes, y las más destacadas pueden iniciarlo desde su nacimiento. Cuanto más joven una niña se convierta en acólita, más fácil es que esa niña llegue a ser una Reverenda Madre. La Bene Gesserit puede entrenar a individuos de mayor edad (incluyendo hombres), pero solamente si muestran un excepcional talento, como Farad'n, el heredero de la Casa Corrino, o si han recibido ya un condicionamiento similar, como Murbella, la Honorada Matre capturada por la Bene Gesserit.

### Condicionamiento Prana-bindu y la Vía Bene Gesserit
La Bene Gesserit desarrolla las habilidades tanto física como mentales de los individuos entrenados. Una Hermana entrenada tiene un control completo sobre cada músculo y cada conexión nerviosa de su cuerpo, esto es llamado entrenamiento Prana-bindu. La musculatura Prana son los músculos del cuerpo considerados como una sola unidad para el adiestramiento definitivo, mientras la nervadura Bindu hace referencia al adiestramiento del sistema nervioso humano.
El entrenamiento Prana-bindu, que permite poderosos ataques y movimientos de extrema precisión y velocidad, junto con un estilo marcial de lucha propio, se incorpora al estudio de la Vía Bene Gesserit, la cual se explica (hasta cierto punto) acompañando al adiestramiento de Farad'n Corrino en Hijos de Dune por parte de Dama Jessica. Como el propio Farad'n descubre a lo largo del adiestramiento, el principio básico y primer paso hacia la Vía Bene Gesserit se puede sintetizar en la frase "Mi mente controla mi realidad". Otros datos y elementos de la Vía Bene Gesserit se explican en Herejes de Dune durante el condicionamiento del ghola de Duncan Idaho en Gammu, y posteriormente en Casa Capitular Dune durante el condicionamiento de la Honorada Matre Murbella en su conversión a Reverenda Madre.

### Simulflujo
Parte del entrenamiento mental de la Bene Gesserit es la práctica del simulflujo, literalmente el flujo simultáneo de varias líneas de conciencia en un momento dado, una especie de multitarea mental. La combinación del simulflujo con sus capacidades analíticas (ver Pequeña percepción) y las Otras Memorias son responsables de la terrible inteligencia de las Bene Gesserit.

### Pequeña percepción
Las Bene Gesserit son entrenadas a ejercer la pequeña percepción todo el tiempo, de modo que los más pequeños e insignificantes detalles de cualquier momento son percibidos claramente. Combinado con sus otras capacidades mentales, las Bene Gesserit parecen brujas a los ojos de los demás, capaces de adivinar los secretos de la gente y circunstancias que son invisibles para los demás. En Herejes de Dune la Reverenda Madre Darwi Odrade deduce de pequeñas diferencias en las corrientes de aire así como del diseño estructural de una habitación la existencia de un conducto a través del cual es espiada. Asimismo, variaciones en la voz o pequeñas reacciones de cualquier individuo les permite comprender profundamente el estado emocional del mismo, y manipularlo.

### Decidoras de Verdad
Otra de las habilidades que las Bene Gesserit desarrollan en aquellas acólitas que muestran dicho talento es la de convertirse en Decidoras de Verdad. Una Decidora de Verdad es capaz de determinar cuándo alguien miente, detectando inflexiones y cambios en la voz del sujeto, observando e interpretando su lenguaje corporal y analizando signos fisiológicos como su respiración y ritmo cardíaco. Esta percepción de la veracidad de un individuo es una habilidad que en principio todos los humanos tienen, pero requiere un adiestramiento extensivo para desarrollarlo hasta un punto utilitario.
Las Bene Gesserit han sido desde sus inicios proveedoras de Decidoras de Verdad para todo tipo de asuntos políticos y de negocios, siendo precisamente este uno de los métodos de la Hermandad para recabar información útil y manipular los acontecimientos del imperio. Los Emperadores Padishah de la Casa Corrino siempre utilizaron sus servicios. Combinado con el uso de La Voz, las Decidoras de Verdad han sido utilizadas también en interrogatorios y torturas.
El entrenamiento de la Bene Gesserit es muy útil para el desarrollo de esta habilidad, pero no es la única manera. No se trata de una habilidad adquirida, sino del desarrollo de un talento latente. A lo largo de la saga original se mencionan varios casos de Decidores de Verdad masculinos no adiestrados por la Bene Gesserit: en Dios Emperador de Dune se afirma la existencia de varios gholas Duncan Idaho en los tres mil quinientos años de reinado de Leto II; en Casa Capitular Dune se confirma el hecho cuando el ghola Duncan Idaho, que ha sido creado a partir de células de distintos gholas anteriores, muestra y confirma tener esta habilidad. También se habla en la misma novela de un Decidor de Verdad judío, marido de la Reverenda Madre salvaje Rebecca, quién describe el talento diciendo: Me leo a mí mismo, no a la persona que hay frente a mí. Siempre reconozco una mentira porque siempre deseo volverle la espalda al mentiroso.

### La Voz
Mediante el control de las características más sutiles de su voz, las Bene Gesserit pueden dirigirse directamente y controlar la mente inconsciente de otras personas, de un modo que la mente consciente puede o no percibir, pero que es incapaz de resistir. Esto es denominado La Voz, y puede se aplicable tanto a un individuo como a un grupo de oyentes. De algún modo, La Voz es una versión extrema de la habilidad oratoria.
El control de La Voz no es mágico ni místico. Es un talento innato, accesible en mayor o menor medida a cualquier ser humano tras un entrenamiento adecuado. Una Bene Gesserit no necesita ser Reverenda Madre para usar La Voz, incluso individuos extraños a la orden pueden ser adiestrados en su uso. En Dune por ejemplo, Jessica enseña el uso de La Voz a Paul, quien la utiliza para liberar a su madre en su huida al desierto. 
Siendo una manipulación de la mente inconsciente, La Voz es de limitada utilidad frente a objetivos con una mente extremadamente disciplinada, como la de una Reverenda Madre o un Mentat suficientemente fuerte. En "El Mesías de Dune", Paul entrena algunos guardias a resistir La Voz, pudiendo así mantener cautivas a las Bene Gesserit. También en Hijos de Dune Gurney Halleck ha sido entrenado por Jessica para resistir La Voz completamente. Así mismo, en Herejes de Dune la Reverenda Madre Odrade explica a Sheena que los grupos de individuos expuestos demasiado tiempo al control por La Voz (u otros medios inconscientes de control) encuentran el modo de adaptarse y finalmente escapar a la manipulación.
La primera Bene Gesserit en usar La Voz fue Raquella Berto-Anirul, fundadora de la orden, como se revela en Dune: La batalla de Corrin .

### Entrenamiento sexual
Debido a su programa reproductivo, el adiestramiento Bene Gesserit incluye todos los recursos necesarios para asegurar la concepción de los individuos designados. Así, las Bene Gesserit son notables en cuanto a seducción, habilidades sexuales e imprimación sexual, siendo así que una de sus actividades en el imperio es la de proporcionar las mejores concubinas para la nobleza y las Grandes Casas. Aparte de Dama Jessica, concubina del Duque Leto Atreides, Dama Margot Fenring es designada a seducir a Feyd Rautha para preservar la línea de sangre Harkonnen, al tiempo que implanta en su psique una palabra clave que puede aturdirle temporalmente, práctica habitual en personas peligrosas que han sido preparadas por la Bene Gesserit.
Las más talentosas y altamente adiestradas en el entrenamiento sexual de la Bene Gesserit son conocidas como Imprimadoras. En Herejes de Dune, La Reverenda Madre e Imprimadora Lucilla es encargada de la seducción e imprimación del ghola Duncan Idaho, asegurando así el control de la Hermandad sobre él, imprimación que finalmente Idaho evita. Lucilla también menciona parte de su preparación en la misma novela:

-¿Agilidad dices? Puedo controlar la temperatura genital. Conozco y puedo despertar los cincuenta y un puntos de excitación. Yo...

-¿Cincuenta y uno? Pero si solamente hay...

-¡Cincuenta y uno! - restalló Lucilla-. Y el secuenciado más la combinaciones suman en total dos mil ocho. Además, combinándolos con las doscientas cinco posiciones sexuales...

-¿Doscientas cinco? - Sirafa estaba claramente sorprendida-. Seguro que no pretendes decir...

- En realidad más, si consideramos las variaciones menores. ¡Soy una Imprimadora, lo cual significa que he dominado los trescientos pasos de la amplificación orgásmica!.

Las Honoradas Matres refinaron las habilidades de la Bene Gesserit en un nivel tan intenso que el hombre objetivo acaba esclavizado. Murbella intenta la imprimación sobre Duncan Idaho, pero su propia habilidad de imprimador, secretamente condicionada por los tleilaxu en su proceso de creación ghola se manifiesta súbitamente, de modo que básicamente se impriman mutuamente, sin que ninguno llegue a adquirir un control completo sobre el otro.
Una imprimación puede ser resistida con éxito si el sujeto ha sido psicológicamente pre-condicionado. En Casa Capitular Dune la orden ha aprendido los métodos de las Matres a través de Murbella, y los utilizan para despertar las memorias del ghola Miles Teg. Cuando la Reverenda Madre Sheena intenta imprimar al niño ghola, el pre-condicionamiento recibido de su madre original, una Bene Gesserit, despierta en él una pulsión de violencia que desencadena el restablecimiento de sus memorias originales.
También en Casa Capitular Dune la Bene Gesserit adiestra a hombres a resistir y responder a la Imprimación del modo en que el ghola Duncan Idaho hizo con Murbella, y son enviados a los planetas dominados por las Honoradas Matres siguiendo una estrategia de provocación.

### Control orgánico de la química interna
Así como el Prana-bindu permite el control de cada músculo y nervio del cuerpo, las Bene Gesserit se adiestran también en el completo control consciente sobre sus funciones fisiológicas, sus órganos internos y la química del cuerpo. Una Hermana puede controlar completamente su respiración y el ritmo cardíaco hasta el punto de parecer muerta a la mayoría de las pruebas incluso tras un ejercicio físico intenso. Pueden controlar su necesidad de agua y comida hasta situaciones extremas de hambre y sed, incluso pueden suicidarse simplemente deteniendo sus corazones. 
Las Bene Gesserit podrían, mediante el control de su metabolismo, ralentizar los procesos de envejecimiento dramáticamente. Pero ninguna lo haría nunca, dado que llamaría demasiado la atención sobre la Hermandad, revelando el alcance de sus habilidades; cuando en Hijos de Dune Jessica se da cuenta de que su hija Alia lo está practicando, este es el primer signo claro de que su hija ha caído en la Abominación.
Una de las más importantes aplicaciones de sus habilidades biológicas es el control de su ciclo menstrual, y su habilidad para controlar durante la misma concepción el género del embrión. A Dama Jessica le fue encargado concebir solamente hijas para los Atreides, orden que desafío por amor al Duque Leto concibiendo a Paul Atreides. Al mismo tiempo, la Bene Gesserit conspiraba contra el deseo del Emperador Padishah Shaddam IV de tener un heredero varón permitiendo únicamente a su esposa Anirul concebir hijas, como la princesa Irulan.
Otro ejemplo del control de la química del cuerpo lo encontramos en la trilogía Preludio a Dune, cuando la Reverenda Madre Gaius Helen Mohiam infecta al Barón Vladimir Harkonnen con una enfermedad degenerativa en venganza por la violación a que este la estaba sometiendo.
Las Bene Gesserit son inmunes a los venenos, simplemente cambiando la química de cualquier substancia dañina introducida en su organismo y transformándola en algo inocuo. La primera en realizar este tipo de cambio fue de nuevo Raquella Berto-Anirul, transformando la Droga de Rossak con que fue envenenada (ver Orígenes).

### La Agonía
La Agonía es una ordalía en la cual una acólita Bene Gesserit toma un narcótico de Espectro Presciente venenoso y, mediante el cambio interno de la substancia neutraliza su toxicidad, despertando al mismo tiempo las personalidades y memorias de todas sus antepasadas femeninas, lo que es llamado las Otras Memorias. Hasta el descubrimiento del Agua de Vida en Arrakis, las Bene Gesserit utilizaban una substancia derivada de la Droga de Rossak. El Agua de Vida (en sí mismo una forma concentrada de melange) es producida por la inmersión de un pequeño hacedor, un gusano de arena pequeño, en agua, lo que provoca que este segregue el líquido en el momento de su muerte. En la versión fremen del ritual, tras la ordalía la nueva Reverenda Madre proporciona el Agua de Vida cambiada a una forma inocua para la subsiguiente orgía del sietch.
Una acólita que no pueda efectuar el cambio en la ordalía muere. Solamente las mujeres han sobrevivido a la Agonía, pero las Bene Gesserit buscaron generación tras generación a través de su programa de procreación el hombre Kwisatz Haderach que pueda realizar el cambio en el veneno iluminante, adquiriendo tanto las Otras Memorias femeninas como las masculinas, y habilidades prescientes por encima de las de una Reverenda Madre. Hasta el advenimiento de Paul Atreides, todos los hombres que habían intentado la Agonía habían fallecido.
El origen del ritual se explica en Dune: La batalla de Corrin cuando Raquella Berto-Anirul es envenenada por la Hechicera de Rossak Ticia Cenva con la Droga de Rossak (ver Orígenes de la Bene Gesserit).

### Otras Memorias
Uno de los poderes de una Reverenda Madre Bene Gesserit son sus Otras Memorias: las personalidades y memorias combinadas de todas sus antepasadas femeninas, pasadas a través de su memoria genética, desde el momento en que cada antepasada nació hasta que el contacto físico con su descendiente se rompe. Cada combinación de personalidad y memoria permanece como una identidad distinta dentro de la mente de la Reverenda Madre, y es capaz de intervenir en su consciencia en momentos de necesidad, aunque el ego de la Reverenda Madre siempre domina sobre los demás.
Una Reverenda Madre solamente tiene acceso a su línea femenina en las Otras Memorias; su línea masculina les es inalcanzable, presente como un vacío oscuro en su consciencia que las aterroriza. Solamente las mujeres han sobrevivido a la Agonía, pero las Bene Gesserit buscaron generación tras generación a través de su programa de procreación el Kwisatz Haderach, el hombre que pueda realizar el cambio en el veneno iluminante, adquiriendo tanto las Otras Memorias femeninas como las masculinas, y habilidades prescientes por encima de las de una Reverenda Madre. Hasta el advenimiento de Paul Atreides, el Kwisatz Haderach, todos los hombres que habían intentado la Agonía habían fallecido. Si la línea masculina se diera desde el momento en que cada antepasado es concebido, cuando el contacto físico con el padre, a través de la eyaculación, se pierde, el Dios emperador no recordaría la muerte de sus ancestros, por lo que esta línea se mantiene a lo largo de las vidas de todos los ancestros y no es la memoria contenida en el ADN la receptora única de las experiencias que se transmiten.

#### Prenacidos
Los prenacidos son individuos que alcanzan el acceso a sus Otras Memorias durante el embarazo, y al no tener desarrollado un ego propio son extremadamente susceptibles a ser poseídos por uno de sus ancestros. 
Como uno de los últimos productos del programa genético de la Bene Gesserit, Alia, hermana del Kwisatz Haderach Paul Atreides, demostró cierta disposición a acceder a la línea masculina de memoria, siendo finalmente poseída en Hijos de Dune por la personalidad de su abuelo materno, el Barón Vladimir Harkonnen. Este hecho, contrario a lo establecido en la saga al respecto, no ha sido explicado por el autor.
Los prenacidos Leto II y Ghanima, hijos de Paul Muad'Dib, disponen también de acceso a ambas líneas de memoria.

#### Compartir y Extremis Progressiva
Las Reverendas Madres pueden también Compartir, transmitir sus Otras Memorias a otras Reverendas Madres a voluntad, junto con la propia combinación de personalidad y memoria, con un simple contacto entre las frentes. Generalmente, cuando una Reverenda Madre muere en presencia de otra, la segunda puede aceptar las Otras Memorias de la fallecida para prevenir la pérdida de sus experiencias y memorias ancestrales, como sucede en Dune entre Dama Jessica y la fremen Reverenda Madre Ramallo. 
El Compartir es especialmente importante cuando la Madre Superiora perece, de manera que sus planes y estrategias puedan continuar ininterrumpidos. Tanto en Herejes de Dune como en Casa Capitular Dune se da este caso, siendo la Reverenda Madre receptora la siguiente en asumir el liderato en la Hermandad; así, Odrade sucedió a Taraza cuando ésta muere en Arrakis, y Murbella acaba sucediendo a Odrade tras la muerte de ésta en Conexión.
Bajo condiciones extremas, una gran comunidad de Bene Gesserit puede llegar a practicar la Extremis Progressiva, una compartición en masa de las Otras Memorias entre todas, de manera que si una sobrevive, las experiencias y memorias de todas sobreviven. En Casa Capitular Dune la escuela Bene Gesserit en Lampadas, bajo el ataque de las Honoradas Matres realiza la Extremis Progressiva. La Reverenda Madre Lucilla escapa con toda esa Horda de Lampadas, esperando poder entregarlas a la Hermandad. Finalmente tiene que transmitirlas a una Reverenda Madre salvaje de un grupo secreto de judíos en Gammu.

## Debilidades de la Bene Gesserit

### Adicción a la Melange
La mayoría de las Reverendas Madres seguían las enseñanzas y raramente pensaban en su especia como en una adicción. Odrade sabía cada mañana lo que representaba su ritual. Tomabas tu especia durante el día a medida que tu cuerpo la exigía, siguiendo un esquema de adiestramiento primario: dosificación mínima, sólo lo suficiente para estimular el sistema metabólico y conducirlo al máximo de eficiencia.

Cualquier persona que consume melange regularmente se convierte en un adicto y la necesita para sobrevivir. Para alguien que ha sobrevivido a la Agonía esta necesidad llega más lejos. Aunque los efectos de la especia son altamente favorables, incluyendo un alargamiento importante de la esperanza de vida y de las capacidades mentales, la abstinencia prolongada acaba degenerando en muerte. En Casa Capitular Dune las Honoradas Matres utilizan la privación de melange con las Reverendas Madres que capturan para intentar desmoronarlas psicológicamente antes de interrogarlas. 
Las Reverendas Madres no son solamente adictas individualmente, sino también como Hermandad. Dependen de la especia para la Agonía, sin especia no hay Reverendas Madres. Pero la melange es un producto caro, y el abastecimiento de melange supone un continuo drenaje en la economía de la Hermandad. Desde su descubrimiento hasta el desarrollo de la melange sintética por la Bene Tleilax, la producción de melange se vio limitada a una sola fuente: el planeta Arrakis. El control de esta fuente estuvo separado del poder imperial hasta la llegada de Muad'Dib, quien asumiendo el poder de controlar esta fuente asumió el control de la Bene Gesserit y del resto de fuerzas políticas y económicas del Imperio, siendo esta especie de despotismo hidráulico un tema central en la serie de novelas. Durante Dios Emperador de Dune Leto II ejerce el mismo poder absoluto mediante el control total de las asignaciones anuales de especia; en Herejes de Dune la melange producida por los tleilaxu en sus tanques axlotl amenaza con desestabilizar el mercado de la melange, y la desaparición de la Bene Tleilax y de los gusanos de arena en Arrakis a manos de las Honoradas Matres convierte a los gusanos de arena de Casa Capitular en la única fuente de melange del imperio en las novelas Cazadores de Dune y Sandworms of Dune.

### La Abominación
La Abominación consiste en la posesión de la psique de una persona con acceso a sus Otras Memorias por alguna personalidad extraordinariamente fuerte de entre sus antepasados. Ello sucede especialmente entre los prenacidos, individuos que alcanzan el acceso a sus Otras Memorias durante el embarazo, y al no tener desarrollado un ego propio son extremadamente susceptibles a ser poseídos por uno de sus ancestros. Aunque el concepto era conocido de antemano por la Bene Gesserit, la primera prenacida mencionada es Alia Atreides, la hija de Jessica nacida después de pasar por la Agonía de la especia en el seno de su madre, quien es llamada Abominación por su propia abuela, la Reverenda Madre Mohiam en Dune. En Hijos de Dune se manifiestan los primeros signos de posesión en Alia, quien en busca de visiones prescientes cae en un consumo excesivo de melange y acaba sucumbiendo a la posesión de su abuelo materno, el Barón Vladimir Harkonnen, quien intenta a través de ella acabar con los Atreides.
Los hijos de Paul y Chani, Leto II y Ghanima, son también prenacidos, pero antes de llegar a ser poseídos, consiguen encontrar dos alternativas a la Abominación: Leto, sometido al consumo de grandes dosis de especia que lo llevan a pasar la Agonía, se ve forzado a crear un compromiso entre las personalidades más fuertes y benevolentes de su pasado para controlar sus vidas interiores:

Al hacer esto, rechacé a las más malignas, y elegí a un protector dominante para que formara un nexo entre yo, mi consciencia interior y mi padre. En realidad no soy ni mi padre ni ese protector. Y tampoco soy Leto II. (...) Soy una comunidad dominada por un ser increíblemente antiguo y poderoso.

Ghanima por su lado, como parte del plan de ambos para fingir la muerte de Leto, bloquea mediante autohipnosis en su memoria los recuerdos de Leto y de su plan en común, desarrollando inadvertidamente al mismo tiempo una disciplina capaz de proteger su propia personalidad en formación del peligro de posesión por parte de las Otras Memorias.